# لو جينغ (مغنية)
لو جينغ (بالصينية: 娄婧) هي مغنية صينية، ولدت في 1988.